# Sint-Petrus-en-Pauluskerk (Berlijn)
De Sint-Petrus-en-Pauluskerk van Nikolskoë (St. Peter und Paul auf Nikolskoe) is een kerkgebouw ten noorden van het Berlijnse park Klein-Glienicke aan de rand van de Stolper Berg. De geloofsgemeenschap van de kerk maakt deel uit van de Evangelische Kirche Berlin-Brandenburg-schlesische Oberlausitz.

## Geschiedenis
Op aansporing van zijn dochter tsarina Alexandra Fjodorovna, de echtgenote van tsaar Nicolaas I, liet koning Frederik Willem III voor de bewoners van Klein-Glienicke en het Pauweneiland op een steile helling bij de Havel de Sint-Petrus-en-Pauluskerk oprichten. De kerk werd gebouwd door de architecten Friedrich August Stüler en Albert Dietrich Schadow en gewijd op 13 augustus 1837.
Het kerkgebouw doet met haar uivormige koepel enigszins aan een Russisch-orthodox kerkgebouw denken, maar is verder een typisch protestants godshuis en heeft niet de structuur van een echte orthodoxe kerk zoals de Alexander Nevskikerk in het nabijgelegen Potsdam.
In de kerk ligt prins Karel van Pruisen begraven.
Sinds 1990 is de kerk samen met de paleizen en het parklandschap van Potsdam en Berlijn toegevoegd aan de werelderfgoedlijst van de UNESCO..